# Apoštolský nuncius v Československu

Znak Svatého stolce

Apoštolský nuncius v Československu byl diplomat na úrovni velvyslance zastupující Svatý stolec u vlády Československé republiky. V souladu s usnesením Vídeňského kongresu z roku 1815 byl doyenem diplomatického sboru.

## Apoštolští nunciové vČeskoslovensku vobdobí 1. republiky
První nuncius v ČSR odevzdal vládě své pověřovací listiny až v roce 1920. Vztahy mezi Svatým stolcem a Československem byly až na poměrně krátké období první republiky a poslední čtyři roky existence Československa značně napjaté a úřad nuncia v Československu byl po většinu času neobsazen.
Počáteční averzi se sice podařilo utlumit po opadnutí vypjatého antikatolicismu provázejícího vznik Československa a uzavření modu vivendi (1928) a vztahy se přechodně normalizovaly, avšak tento stav neměl dlouhého trvání.

## Apoštolští nunciové vČeskoslovensku po druhé světové válce
Po druhé světové válce sice nunciatura obnovila činnost, ale nový zástupce Svatého stolce nebyl nunciem, ale o stupeň nižším internunciem. Svatý stolec tím splnil značně nestandardní a z hlediska diplomatických zvyklostí ponižující žádost československé vlády, která se tak snažila zabránit hrozícímu skandálu: sovětský diplomat Zorin totiž avizoval, že nehodlá uznat nuncia jakožto doyena diplomatického sboru (usurpoval si tento post pro sebe), načež ovšem jiní diplomaté (v čele s britským) prohlásili, že za doyena samozřejmě budou považovat nuncia, nikoliv Zorina.
Po nástupu komunistického režimu, který zahájil kruté pronásledování katolické církve, se vztahy mezi Svatým stolcem a Československem zcela zhroutily. Internuncius Ritter musel pro nemoc opustit Československo už v roce 1948 a jeho zástupcem se stal chargé d’affaires Gennaro Verolino, kterého však komunistická vláda označila za personu non grata. Po něm měl převzít misi msgre. Ottavio de Liva, ale Československo mu odmítlo přiznat status chargé d’affaires a vyhostilo ho. Krátce poté pak zrušilo svůj zastupitelský úřad u Svatého stolce.

## Apoštolští nunciové vČeskoslovensku po roce 1989
Přes občasné pokusy ze strany Svatého stolce diplomatické vztahy obnovit, zůstala nunciatura uzavřena až do pádu komunistického režimu. Až v roce 1990 se novým apoštolským nunciem v Československu stal Giovanni Coppa, který na tomto postu setrval až do rozpadu země, k němuž došlo 1. ledna 1993. V následujících letech zastával tuto funkci ale i nadále, a to v obou nástupnických státech.

## Seznam nunciů vČS(F)R
1. Clemente Micara (1920–1923)
2. Francesco Marmaggi (1923–1925)
3. Pietro Ciriaci (1928–1934)
Saverio Ritter (1946–1950, internuncius, přítomen jen do 1948)
4. Giovanni Coppa (1990–1993)